# The Life of a Showgirl
The Life of a Showgirl é o futuro décimo segundo álbum de estúdio da artista musical estadunidense Taylor Swift, previsto para ser lançado em 3 de outubro de 2025, através da gravadora Republic Records. Swift concebeu o álbum durante sua etapa europeia da The Eras Tour em 2024. Ela o escreveu e produziu com Max Martin e Shellback na Suécia, trabalhando com a dupla pela primeira vez desde Reputation (2017).
Swift descreveu o projeto como um álbum vibrante e vivaz sobre sua vida como artista. The Life of a Showgirl contém 12 faixas, tendo Sabrina Carpenter como artista convidada na faixa-título. Fotografada por Mert e Marcus, Swift adotou um tema laranja provocativo, inspirado em showgirls, para o álbum; jornalistas o descreveram como a estética visual mais glamorosa e extravagante de sua carreira. Ela anunciou o álbum no episódio de 13 de agosto de 2025 do New Heights, o podcast esportivo de Jason e Travis Kelce, que se tornou a estreia de podcast mais assistida de todos os tempos.

## Antecedentes
Swift lançou seu décimo primeiro álbum de estúdio, The Tortured Poets Department, em 19 de abril de 2024. Concebido em meio à fama crescente de Swift e à vida pessoal divulgada durante sua turnê The Eras Tour em 2023, The Tortured Poets Department se tornou o álbum mais vendido globalmente de 2024. Ela incluiu músicas do álbum em um repertório renovado para as etapas europeia e norte-americana final da turnê, que ocorreram de maio a dezembro de 2024. A turnê teve um grande impacto cultural e socioeconômico e se tornou a turnê musical de maior bilheteria de todos os tempos. Cinco meses após o lançamento de seu décimo primeiro álbum de estúdio, Swift começou a sugerir novas músicas em setembro de 2024, usando um colar com suas iniciais acompanhadas do número 12. Após encerrar a The Eras Tour em 8 de dezembro, ela continuou a indicar seu próximo álbum de estúdio, provisoriamente chamado de "TS12" por fãs e veículos de mídia, ao aparecer no 67.º Grammy Awards em de fevereiro de 2025, usando brincos vermelhos adornados com 12 pedras.
Em abril de 2025, a Universal Music sueca informou em uma publicação já excluída que o violinista sueco Erik Arvinder estava envolvido na produção de canções inéditas de Swift. Em 15 de julho, a revista Hits reportou "rumores significativos sobre um novo álbum de Taylor [Swift]" antes de remover a afirmação horas depois. Swift divulgou prévias de The Life of a Showgirl através de múltiplos easter eggs, com publicações destacando as escolhas específicas de roupas, postagens em mídias sociais, números, visuais e performances, abrangendo os ciclos promocionais de Midnights (2022) e The Tortured Poets Department (2024), bem como a The Eras Tour. Em 30 de maio de 2025, Swift anunciou que havia obtido os direitos completos sobre seus seis primeiros álbuns de estúdio, encerrando uma disputa de seis anos. A mensagem aos fãs anunciando a novidade apresentou um novo logotipo de suas iniciais (TS), desenhado em um novo estilo art déco. Como em lançamentos anteriores, Swift incluiu vários easter eggs na declaração, como doze letras "I" consecutivas na frase "I was thiiiiiiiiiiiis close" e limitando a disponibilidade da carta em seu site a 12 dias. The U.S. Sun afirmou em 26 de julho que Swift havia gravado secretamente um clipe musical em 24 de julho em Los Angeles.

## Composição e produção
Swift produziu o álbum ao lado de Max Martin e Shellback, ambos os quais trabalharam anteriormente com a cantora em seus álbuns Red (2012), 1989 (2014) e Reputation (2017). Ela afirmou que a colaboração começou após conversar com Martin enquanto a The Eras Tour estava acontecendo em Estocolmo em maio de 2024, e ela viajou para a Suécia entre as datas da turnê na etapa europeia nos meses seguintes para gravar o álbum. Swift disse que o álbum é sobre o que ela passou e sentiu nos bastidores durante a turnê.
Este álbum é sobre o que estava acontecendo nos bastidores da minha vida interior durante esta turnê, que foi tão exuberante, elétrica e vibrante. Simplesmente vem do lugar mais contagiantemente alegre, selvagem e dramático em que eu já estive na minha vida [...] e essa efervescência transpareceu neste álbum. E como [Travis Kelce] disse, sucessos.— Swift descrevendo o álbum no New Heights
Swift afirmou que não há faixas bônus para o álbum, pois ela queria ter apenas doze músicas para seu décimo segundo álbum. Swift explicou que queria criar "um álbum que fosse tão focado na qualidade e no tema, e que tudo se encaixasse como um quebra-cabeça perfeito". Ela também afirmou que criar melodias "infecciosas" era um de seus objetivos com o álbum, em contraste com seu antecessor, que tinha letras pesadas. É seu primeiro álbum desde Red (2012) sem a participação do produtor musical Jack Antonoff.

### Canções
A faixa de abertura, "The Fate of Ophelia", é considerada uma referência à morte de Ofélia, a personagem feminina principal da peça Hamlet, do dramaturgo inglês William Shakespeare. A segunda faixa, "Elizabeth Taylor", leva o título em homenagem à atriz anglo-americana. Swift já havia feito referência a Taylor na letra de sua canção "...Ready for It?", do álbum Reputation (2017). A última canção e a faixa-título, "The Life of a Showgirl", conta com a participação da cantora americana Sabrina Carpenter, que foi uma das atrações de abertura da The Eras Tour e citou Swift como uma influência artística.

## Promoção e impacto
Em 11 de agosto de 2025, a equipe de publicidade de Swift, a Taylor Nation, indicou a existência de um novo álbum com uma publicação contendo doze fotos da cantora usando figurinos laranjas da The Eras Tour, com a legenda: "Thinking about when she said 'See you next era...'" ("Lembrando quando ela disse 'Te vejo na próxima era...'"). Pouco depois, o podcast esportivo semanal New Heights, apresentado pelo namorado de Swift e jogador do Kansas City Chiefs, Travis Kelce, e seu irmão Jason, postou uma thumbnail divulgando o próximo episódio, mostrando uma silhueta de Swift. Um contador regressivo com fundo laranja apareceu no website da cantora, programado para terminar às 12h12 no horário do Leste dos Estados Unidos (UTC−04:00). O New Heights lançou um vídeo teaser com a própria Swift, o que os fãs interpretaram como um anúncio iminente do álbum. Quando o contador chegou a zero, o website revelou o título do álbum: The Life of a Showgirl e apresentou uma interface de pré-venda para os formatos físicos do álbum (LP, fita cassete e CD). Em um teaser seguinte do New Heights, Swift apareceu mostrando a capa do álbum borrada, confirmando que o próximo episódio do podcast traria detalhes sobre o trabalho.
Uma playlist do Spotify curada por Swift, intitulada "And, baby, that's show business for you" ("E, querida, isso é o mundo do espetáculo"), foi divulgada em outdoors em Nova York e Nashville, Tennessee. A lista continha todas as 22 canções de seu catálogo produzidas e co-escritas por Max Martin e Shellback. Buscas no Google por "Taylor Swift" exibiram confete laranja, um emoji de coração flamejante e o título da playlist do Spotify, revelado anteriormente. Após o anúncio do álbum, prédios como o Empire State Building e a Union Station de Kansas City foram iluminados em laranja, e veículos de comunicação como a Women's Wear Daily e a National Geographic publicaram matérias sobre a história e a influência das showgirls. The Life of a Showgirl também inspirou várias marcas, empresas, corporações e franquias a postar memes e paródias com temas laranja brilhantes em suas contas de mídia social incluindo M&M's, Crumbl Cookies, Burger King, Dunkin' Donuts, American Airlines e United Airlines.
Jornalistas escreveram que Swift "quebrou a Internet" com o episódio do New Heights e o anúncio do álbum em 13 de agosto. Durante o podcast, Swift revelou a arte da capa do álbum, a lista de faixas, os colaboradores, o tema e a data de lançamento de 3 de outubro. Quatro variantes deluxe em CD também foram disponibilizadas para pré-encomenda. Cada uma delas sua própria capa, subtítulo e esquema de cores, sendo intituladas, respectivamente, como "Sweat and Vanilla Perfume" (edição laranja), "It's Frightening" (edição vermelho escuro), "It's Rapturous" (edição lilás) e "It's Beautiful" (edição branca).
Os comentaristas acreditavam que Swift combinou sua vida pessoal com sua carreira por meio da aparição no podcast, beneficiando-se do alto engajamento em seus respectivos campos e nos de Travis. De acordo com o The Hollywood Reporter, o episódio é "uma das entrevistas mais reveladoras e desprotegidas" de toda a carreira de Swift, renunciando a estratégias promocionais tradicionais, como revistas e televisão convencional. A data de lançamento foi decodificada como 10/3, que soma 13, o número favorito de Swift, enquanto algumas publicações destacaram que é comemorado extraoficialmente como o Dia Nacional do Namorado.
Com mais de 1.3 milhão de espectadores ao vivo, o episódio alcançou o recorde de estreia de podcast mais assistida no YouTube, anteriormente detido pela aparição do presidente dos Estados Unidos, Donald Trump, no Joe Rogan Experience. Tornou-se o episódio mais assistido de New Heights, acumulando mais de 10 milhões de visualizações em menos de 20 horas. De acordo com o Spotify, New Heights obteve um aumento de 3.000 por cento em novos ouvintes, e o número de ouvintes mulheres aumentou em 618 por cento. Em um dia de seu lançamento, o episódio se tornou um dos podcasts de melhor desempenho da plataforma nos 12 meses anteriores.

## Arte da capa e estética

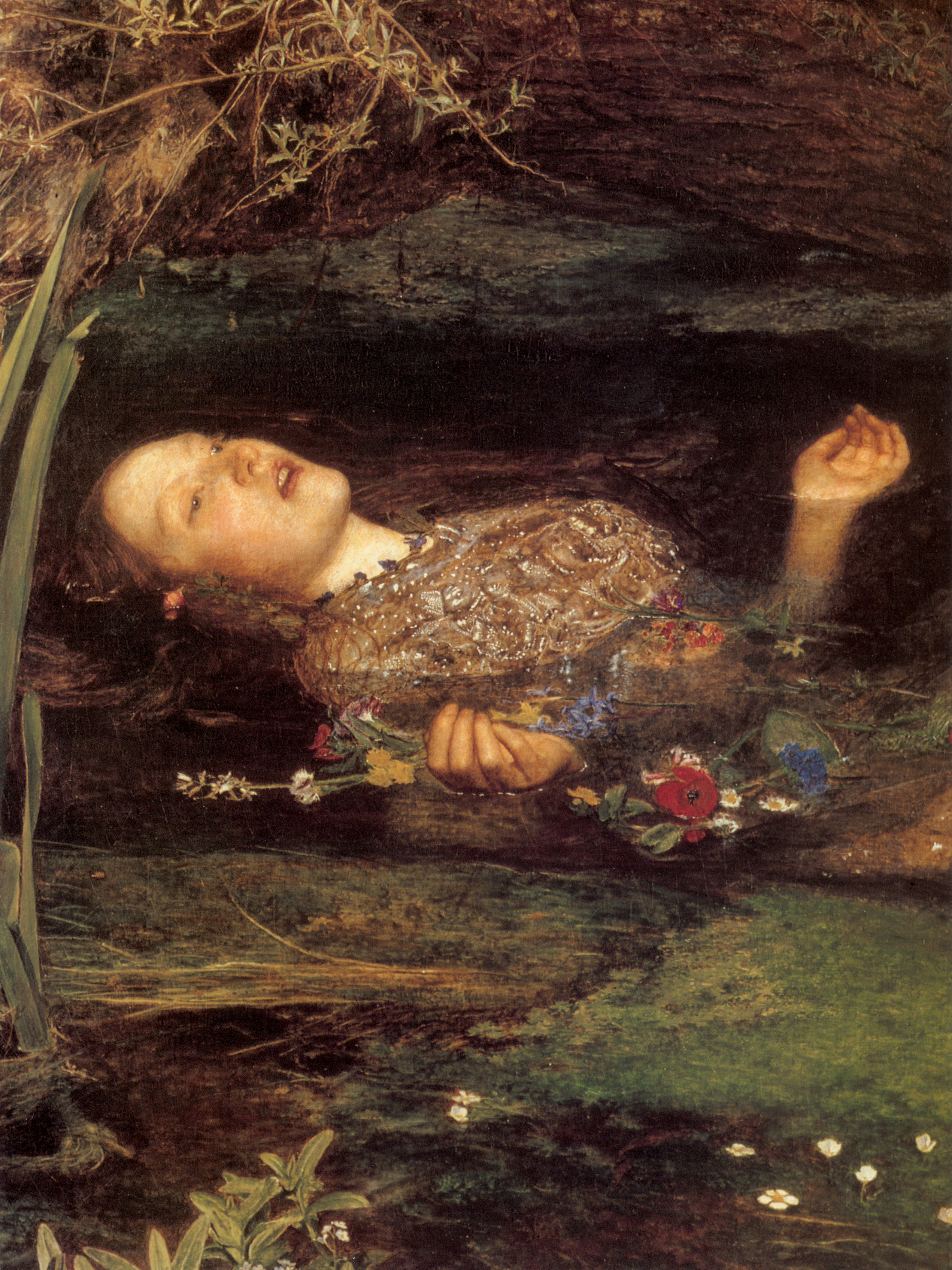
Jornalistas interpretaram a capa da edição padrão como uma referência a Ophelia, uma pintura inspirada em Hamlet de John Everett Millais.

Cada um dos álbuns de Swift tem uma cor associada a eles. The Life of a Showgirl e seu ciclo têm como tema a cor laranja; Swift descreveu o tom como "Portofino Orange Glitter". As fotografias para o material promocional do álbum, com tema de showgirl, foram tiradas por Mert e Marcus, que já haviam trabalhado com Swift em Reputation. A arte da capa padrão retrata Swift meio submersa na água enquanto usa um bralette adornado com linhas de diamantes cobrindo seu torso, desenhado pela AREA. Partes da capa fragmentam o corpo de Swift em pedaços semelhantes a vidro quebrado, e o título The Life of a Showgirl está escrito em glitter laranja. Swift afirmou que a capa tinha a intenção de glamorizar as partes dos bastidores da TheEras Tour e como cada show "termina comigo em uma banheira". Ela também usou roupas personalizadas da marca de moda The Blonds para a sessão de fotos.
Vários jornalistas interpretaram a capa da edição padrão do álbum como uma referência à pintura Ophelia, inspirada em Hamlet, de John Everett Millais. Surabhi Redkar, do Prestige Hong Kong, escreveu que "enquanto os olhos de Ofélia ficam sem vida após seu afogamento, Swift olha diretamente para você da capa, sugerindo que ela não é do tipo que sofre e se afoga sob as normas do patriarcado que uma vez matou Ofélia". Joel Calfee, da Harper's Bazaar, comparou a capa a uma cena do videoclipe de "Look What You Made Me Do" (2017), onde ela se senta em uma banheira cheia de joias.
Publicações caracterizaram a estética geral do álbum como retratando a extravagância, extravagância e maximalismo das showgirls. Calfee considerou-a a "estética mais provocativa" da carreira de Swift, enquanto Olivia Petter, do The Times, considerou The Life of a Showgirl seu primeiro ciclo de álbuns que sexualizou intencionalmente sua imagem pública. Halie LeSavage, da Marie Claire, descreveu a estética como "sensual e brilhante, e a mais reveladora que Swift já vestiu aos olhos do público". Jay Stahl e Nicole Fallert, do USA Today, escreveram que demonstrou Swift "reivindicando a propriedade sobre seu corpo do público".
Algumas publicações consideraram a estética sexual como a resposta de Swift à publicação de Trump no Truth Social em maio de 2025, que afirmava que Swift "não era mais atraente". Ele a havia descrito como "muito bonita" em junho de 2024, antes de ela apoiar os candidatos democratas Kamala Harris e Tim Walz para a eleição presidencial de 2024 nos Estados Unidos.
Swift historicamente preferiu títulos de uma única palavra para seus álbuns, mas The Tortured Poets Department quebrou esse padrão. A cantora fez algumas referências ao papel de showgirl em sua carreira. No clipe de "Bejeweled", do álbum Midnights (2022), Swift recria a icônica cena do copo de martini da dançarina de burlesco Dita Von Teese e comanda um grupo de dança burlesco usando um traje glamoroso em duas peças. Já na The Eras Tour, durante o segmento de The Tortured Poets Department, a performance teatral de "I Can Do It with a Broken Heart" (2024) mostra Swift liderando um grupo de dançarinas com leques.

## Lista de faixas
Todas as faixas foram produzidas por Swift, Max Martin e Shellback.
| The Life of a Showgirl |                                                           |         |  |
| N.º                    | Título                                                    | Duração |  |
| 1.                     | "The Fate of Ophelia"                                     |         |  |
| 2.                     | "Elizabeth Taylor"                                        |         |  |
| 3.                     | "Opalite"                                                 |         |  |
| 4.                     | "Father Figure"                                           |         |  |
| 5.                     | "Eldest Daughter"                                         |         |  |
| 6.                     | "Ruin the Friendship"                                     |         |  |
| 7.                     | "Actually Romantic"                                       |         |  |
| 8.                     | "Wish List"                                               |         |  |
| 9.                     | "Wood"                                                    |         |  |
| 10.                    | "Cancelled!"                                              |         |  |
| 11.                    | "Honey"                                                   |         |  |
| 12.                    | "The Life of a Showgirl" (com part. de Sabrina Carpenter) |         |  |